# Vrijstaete

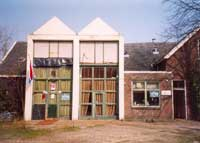
Een deel van de zijgevel van Huize Vrijstaete

Huize "Vrijstaete" was een kraakpand op de voormalige gemeentewerf aan de Marijkeweg in Wageningen. Het vroegere administratiekantoor van de werf werd op woensdag 3 december 2003 gekraakt. De bewoners, allen lid van studentenvereniging KSV St. Franciscus Xaverius, ondernamen de kraak omdat zij een tekort aan woningen voor studenten ervoeren in de stad. Hoewel gemeente en politie aanvankelijk in verzet gingen tegen de kraak, kregen de bewoners in 2005 een formele gebruiksovereenkomst van de gemeente, die ook de eigenaar was. In 2007 waren er vanuit de gemeente Wageningen plannen de gebruiksovereenkomst te beëindigen, maar daarvan is na verloop van tijd afgezien. Anno 2015 is het pand gesloten, omdat de gemeente van plan was een sportcomplex te realiseren op de voormalige werf.

## Wooncultuur
Naar eigen zeggen van de bewoners was het kraakpand gestoeld op een 'communistische grondslag, met militaristische trekjes op studentikoze wijze'. Feitelijk was er echter meer sprake van een nostalgische reenactment van de Wageningse krakerscultuur uit de jaren 70 door een jongere generatie die deze periode zelf niet meer had meegemaakt. De bewoners noemden zichzelf bijvoorbeeld 'Kamaradski'. De woonomstandigheden in het pand waren lange tijd abominabel te noemen: er waren geen gaskachels aanwezig en hier en daar lekte het dak. Ook voelden de bewoners zich geregeld belaagd door officiële instanties. De gemeente probeerde het pand onbewoonbaar te verklaren met brandveiligheid als haar wapen, de brandweer waarschuwde voor aanwezigheid van asbest, en de wijkagent kwam af en toe onverwachts op bezoek. Ook de pers en de toenmalige burgemeester van Wageningen Alexander Pechtold (D66) zijn langs geweest. De laatste jaren zijn deze spanningen nadrukkelijk geluwd. In 2009 waren alle van de eerste generatie bewoners definitief uit de pand verhuisd en werd het pand nog enkel bewoond door latere generaties. Elk jaar tijdens de introductietijd van de Wageningen Universiteit bood het huis slaapruimte aan aankomend eerstejaars en potentiële leden van de studentvereniging KSV. 

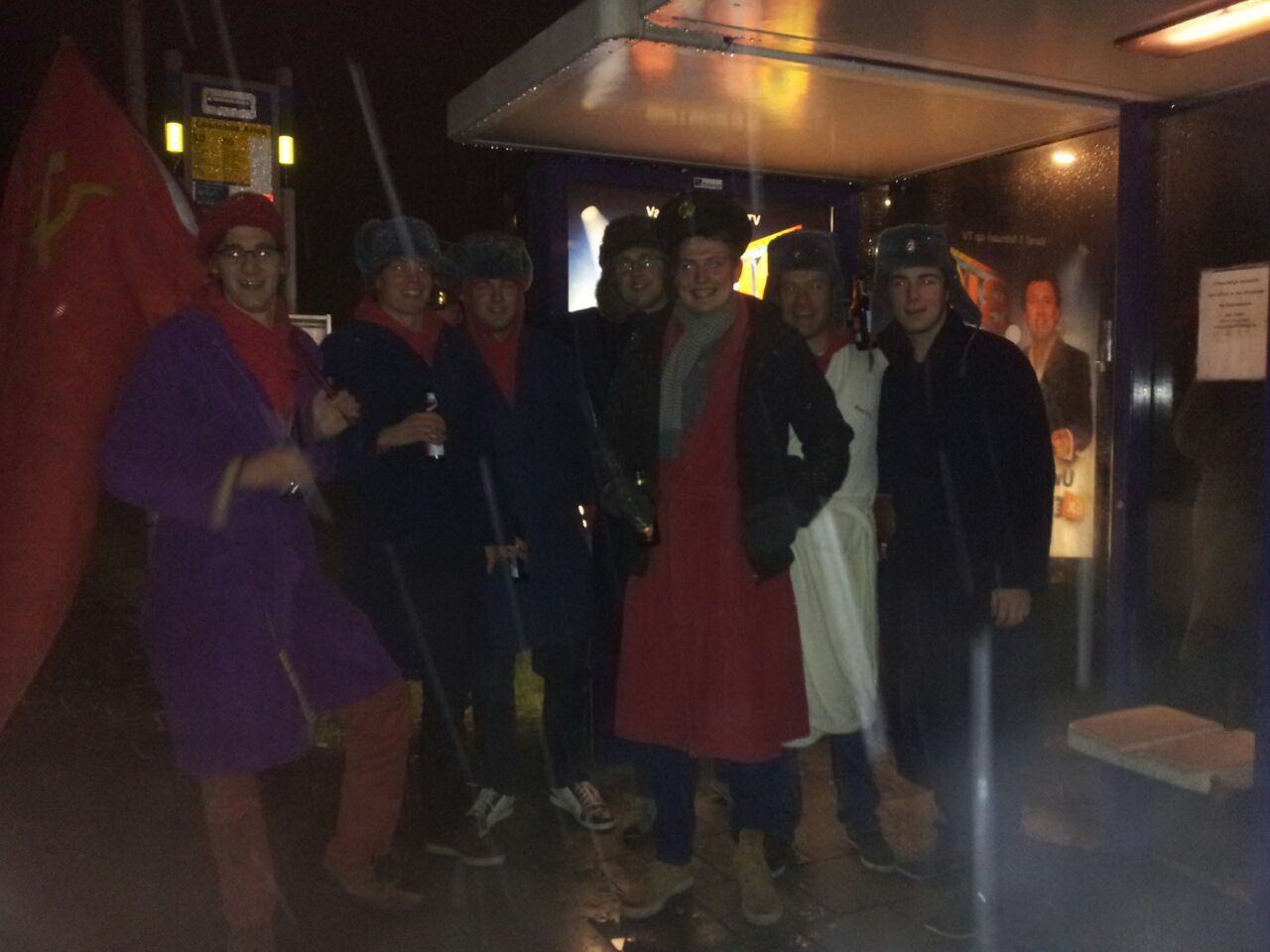
Bewoners kraakpand Vrijstaete in een post-koude oorlog nostalgische poze.

## Einde Vrijstaete

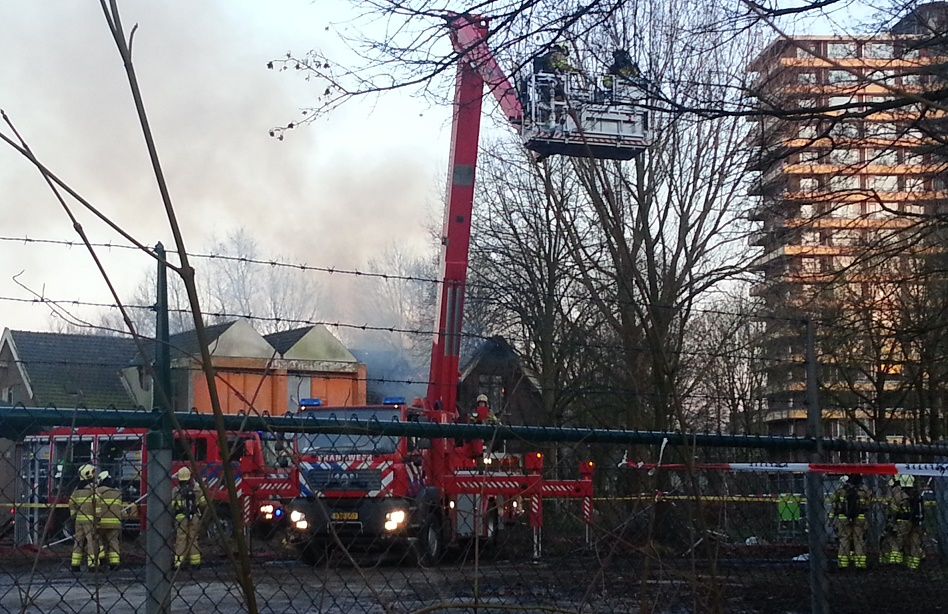
Het blussen van Vrijstaete

Nadat de bewoners het pand hadden verlaten stond het enige tijd leeg. Op 19 februari 2016 is in het pand brand gesticht, wat vooral grote schade aan de bovenverdieping opleverde. Enige maanden later werd het in het kader van een -al vóór de brand geplande -  grootschalige sanering van de voormalige gemeentewerf gesloopt. 